# NGC 6476
NGC 6476 je jedan do danas nepotvrđen objekt u zviježđu Strijelcu. Sva promatranja poslije nisu na tom položaju uočila nikoji objekt. 

## Vanjske poveznice
- (engl.) SEDS: NGC 6476
- (engl.) Hartmut Frommert: Revidirani Novi opći katalog
- (engl.) Izvangalaktička baza podataka NASA-e i IPAC-a
- (engl.) Astronomska baza podataka SIMBAD
- (engl.) VizieR
- (engl.) Auke Slotegraaf: NGC 6476 Deep Sky Observer's Companion
- (engl.) NGC 6476  Arhivirana inačica izvorne stranice od 30. listopada 2012. (Wayback Machine) DSO-tražilica
- (engl.) Courtney Seligman: Objekti Novog općeg kataloga: NGC 6450 - 6499